# Ronde van Langkawi 2016
De 21e editie van de wielerwedstrijd Ronde van Langkawi vond in 2016 plaats van 24 februari tot en met 2 maart. De ronde maakte deel uit van de UCI Asia Tour 2016, in de categorie 2.HC. Deze editie werd gewonnen door de Zuid-Arfikaan Reinardt Janse van Rensburg.

## Etappe-overzicht
| etappe | datum       | start         | finish        | type       | afstand  | winnaar            | klassementsleider           |
| ------ | ----------- | ------------- | ------------- | ---------- | -------- | ------------------ | --------------------------- |
| 1e     | 24 februari | Kangar        | Baling        | Vlakke rit | 165,5 km | Andrea Guardini    | Andrea Guardini             |
| 2e     | 25 februari | Sungai Petani | Pulau Pinang  | Vlakke rit | 158.1 km | Andrea Palini      | Andrea Guardini             |
| 3e     | 26 februari | Kulim         | Kuala Kangsar | Vlakke rit | 107.2 km | John Murphy        | Andrea Guardini             |
| 4e     | 27 februari | Ipoh          | Tanah Rata    | Bergrit    | 129.4 km | Miguel Ángel López | Miguel Ángel López          |
| 5e     | 28 februari | Tapah         | Kuala Lumpur  | Vlakke rit | 148.8 km | Andrea Guardini    | Miguel Ángel López          |
| 6e     | 29 februari | Putrajaya     | Rembau        | Vlakke rit | 147.6 km | Jakub Mareczko     | Reinardt Janse van Rensburg |
| 7e     | 1 maart     | Seremban      | Parit Sulong  | Vlakke rit | 202.2 km | Andrea Guardini    | Reinardt Janse van Rensburg |
| 8e     | 2 maart     | Batu Pahat    | Melaka        | Vlakke rit | 119.0 km | Andrea Guardini    | Reinardt Janse van Rensburg |

1996 · 
1997 · 
1998 · 
1999 · 
2000 ·
2001 ·
2002 ·
2003 ·
2004 ·
2005 ·
2006 ·
2007 ·
2008 ·
2009 ·
2010 ·
2011 ·
2012 ·
2013 ·
2014 ·
2015 ·
2016 ·
2017 ·
2018 ·
2019 ·
2020 ·
2021 ·
2022 ·
2023 ·
2024 ·
 Ronde van Dubai · 
 Ronde van Qatar · 
 Ronde van Oman · 
 Ronde van Langkawi · 
 Ronde van Taiwan · 
 Ronde van Iran · 
 Ronde van Japan · 
 Ronde van Korea · 
 Ronde van het Qinghaimeer · 
 Ronde van China I · 
 Ronde van China II · 
 Ronde van Kaptsjagaj · 
 Ronde van Almaty · 
 Ronde van Hainan